# Tennessee Tornado
Tennessee Tornado sont des montagnes russes du parc Dollywood, situé à Pigeon Forge, dans le Tennessee, aux États-Unis.